# Hildebold

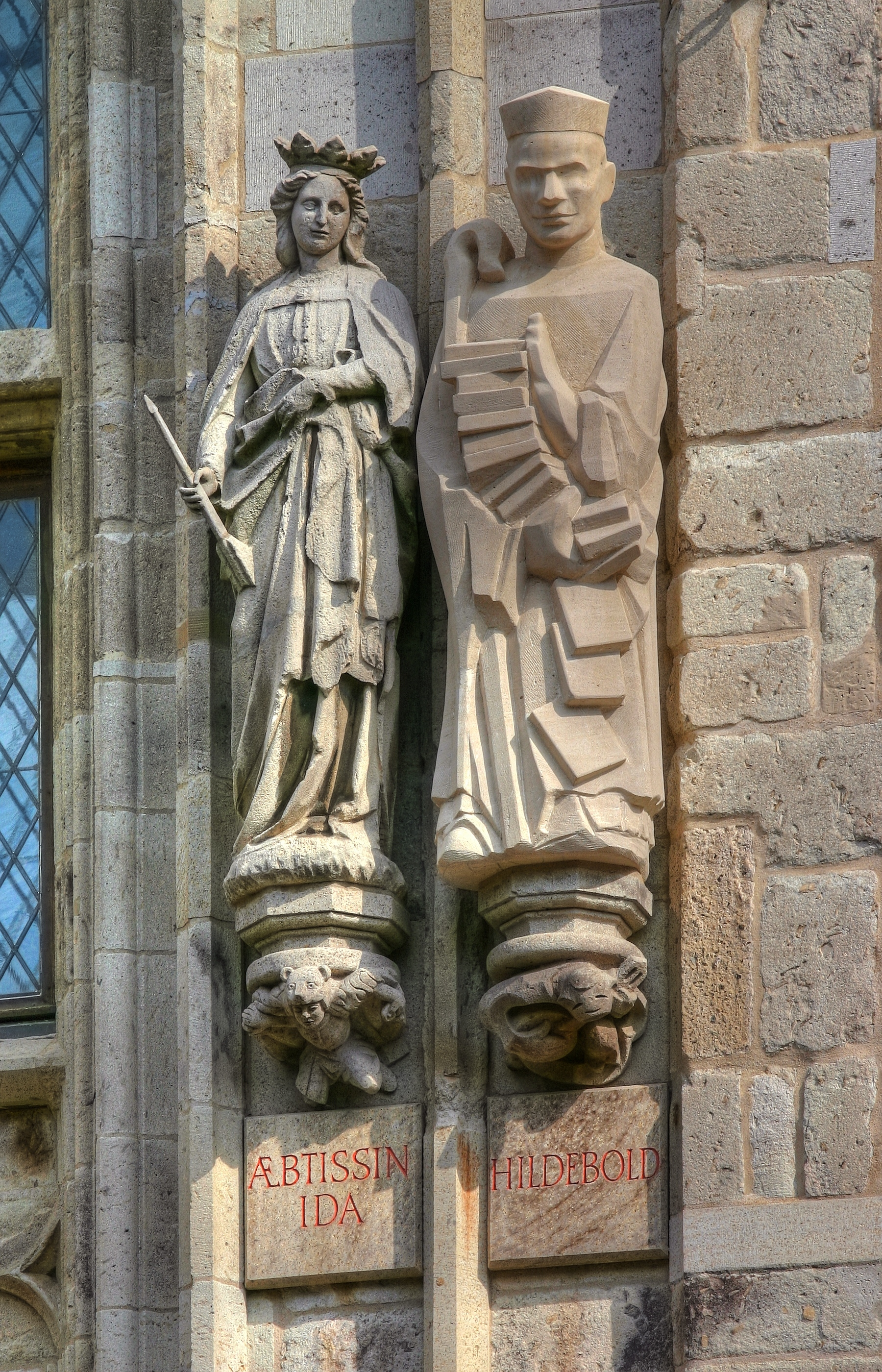
Esculturas de piedra de Ida y Hildebold en la torre del ayuntamiento de Colonia

Hildebold (fallecido el 3 de septiembre de 818) fue obispo de Colonia desde 787 hasta 795 y el primer arzobispo de Colonia a partir de entonces.
Amigo de Carlomagno, en 791 Hildebold fue nombrado archicapellán y canciller del Consejo Imperial. A petición de Carlomagno, el Papa Adriano I liberó a Hildebold del requisito episcopal de residir en la propia sede. En 795, el Papa elevó Colonia al estatus de arzobispado, declarando sufragáneas a las diócesis de Utrecht, Lieja, Münster, Minden, Osnabrück y Bremen. Hildebold comenzó la construcción de una ampliación de la catedral de Colonia, que no se completó hasta el año 870, que posteriormente se llamó Catedral de Hildebold.
Hildebold fue el primer testigo del testamento de Carlomagno del año 811. Junto con Richulf, presidió el Sínodo de Maguncia en 813 en la Abadía de San Albano, y ese mismo año preparó a Luis el Piadoso para la sucesión de. A la muerte de Carlomagno en 814, Hildebold donó dinero para la construcción de su tumba en Aquisgrán y, junto con el Papa Esteban IV preparó la coronación de Luis en Reims .
Hildebold murió el 3 de septiembre de 818 y fue enterrado en la Abadía de San Gerón.
La amistad de Carlomagno e Hildebold se ha convertido en una especie de leyenda. Se dice que se conocieron mientras Carlomagno cazaba a las afueras de Colonia. Después de un largo día de caza, Carlomagno se detuvo en una pequeña capilla. Después de un rato la capilla se llenó de fieles y Hildebold pronunció su sermón. Carlomagno quedó tan impresionado por el sermón de Hildebold que ofreció una suma de oro a su capilla. Creyendo que Carlomagno era sólo un cazador y no el rey, Hildebold rechazó la oferta y pidió sólo un pequeño trozo de cuero del siguiente ciervo muerto para poder encuadernar su viejo libro de oraciones. Carlomagno quedó tan impresionado por esta modestia que inmediatamente entabló amistad con el clérigo.